# 蓬蒂诺瓦
蓬蒂诺瓦是巴西米纳斯吉拉斯州的一个市镇。总面积470.338平方公里，总人口55687人，人口密度118.4人/平方公里。